# Next Byte Codes
Le Next Byte Codes ou NBC  est un langage assembleur pouvant être utilisé pour programmer le Lego Mindstorms NXT, la brique programmable de Lego, développé par John Hansen, un membre du Mindstorms Developer Program.
Le compilateur NBC est disponible sous Mozilla Public License pour Windows, Mac OS et Linux. Son environnement de développement intégré est BricxCC.
Un débogueur a été développé par SorosyDotCom et est disponible en téléchargement gratuit.

## Exemples de programmes
Voici deux exemples de programmes réalisables avec le NBC, suivis de l'explication de leur effet.
```
thread
 main
  
OnFwd
(
OUT_A
)
  
wait
 1000 
  
exit

endt
```

L'actionneur relié à la prise « A » du NXT démarre puis le programme s'arrête au bout d'une seconde.
```
variables 
segment

  sensor_1 
byte

  sensor_2 
byte

variables 
ends

thread
 main
  
SetSensorTouch
(
IN_1
)
  
SetSensorLight
(
IN_2
)
  
OnFwd
(
OUT_A
, 100)
debut:
  
ReadSensor
(
IN_1
, sensor_1)
  
brtst
 
EQ
, suite, sensor_1
  
exit

suite:
  
ReadSensor
(
IN_2
, sensor_2)
  
brcmp
 
LT
, debut, sensor_2, 50
  
PlayTone
(
TONE_A4
, 10)
  
jmp
 debut

endt
```

L'actionneur relié à la prise « A » du NXT est démarré et le type des capteurs 1 et 2 est défini ; si l'on met le capteur 2 (capteur de luminosité) devant une source de lumière, le NXT produit une tonalité (de fréquence 440 Hz donc un la3) durant 10 millisecondes. L'appui sur le capteur 1 (capteur de contact) provoque l'arrêt du programme.